# Casa de Flandes
La Casa de Flandes, también conocida como los Balduinos (Latin Balduini, French Baudouinides), fue una dinastía medieval de origen franco fundada por Balduino Brazo de Hierro, yerno de Carlos el Calvo. La Casa de Flandes fue la primera que transformó el oficio de conde del Imperio carolingio en título hereditario, el Condado de Flandes, perteneciente a Francia Occidental, creado por el Tratado de Verdún en 843. 
Desde 1051, la Casa de Flandes reinó también sobre el condado de Henao, con Balduino VI de Flandes. En 1119, tras la muerte de Balduino VII, la familia padeció numerosos reveses, pero en 1191 recuperó el Condado de Flandes con Balduino VIII (Balduino V de Henao).
La dinastía creó el Imperio latino de Constantinopla durante la Cuarta Cruzada y gobernó brevemente el condado de Namur (1188-1212). Finalmente, la muerte de Margarita II en 1280 puso fin la dinastía.
Una rama cadete, la Casa de Boulogne, gobernó el condado de Boulogne y tomó parte en la Primera Cruzada, creando el Reino de Jerusalén y aportando sus primeros gobernantes.

## Gobernantes

### Dinastía Baldwinida

#### Particiones bajo la dinastía Balduínida
|                                        |                                                                              | Condado de Henao bajo la Casa de Reginar         | Marquesado de Namur bajo la Casa de Namur |
| Condado de Boulogne (918-1152)         | Condado de Flandes (862-1119)                                                | Condado de Henao bajo la Casa de Reginar         | Marquesado de Namur bajo la Casa de Namur |
| Condado de Boulogne (918-1152)         |                                                                              |                                                  | Marquesado de Namur bajo la Casa de Namur |
| Condado de Boulogne (918-1152)         | Condado de Henao (1070-1194)                                                 |                                                  | Marquesado de Namur bajo la Casa de Namur |
| Condado de Boulogne (918-1152)         |                                                                              |                                                  |                                           |
| Boulogne heredada por la Casa de Blois | Heredado por las dinastías de Estridsen, Normandía y Lorena/Metz (1119-1194) |                                                  |                                           |
| Boulogne heredada por la Casa de Blois | Heredado por las dinastías de Estridsen, Normandía y Lorena/Metz (1119-1194) |                                                  |                                           |
| Boulogne heredada por la Casa de Blois | Condado de Flandes (1194-1280) (rama de Hainaut)                             | Condado de Flandes (1194-1280) (rama de Hainaut) | Marquesado de Namur (1205-1219)           |
| Boulogne heredada por la Casa de Blois | Condado de Flandes (1194-1280) (rama de Hainaut)                             | Condado de Flandes (1194-1280) (rama de Hainaut) | Heredado por la Casa de Courtenay         |
| Boulogne heredada por la Casa de Blois | Dividido entre la Casa de Avesnes y la Casa de Dampierre                     |                                                  |                                           |

#### Tabla de gobernantes
| Ruler | Ruler                                              | Born                                                                                   | Reign                                                                 | Ruling part                                                              | Consort                                                                                           | Death                                                     | Notes |
| --- | -------------------------------------------------- | -------------------------------------------------------------------------------------- | --------------------------------------------------------------------- | ------------------------------------------------------------------------ | ------------------------------------------------------------------------------------------------- | --------------------------------------------------------- | --- |
| Balduino I Brazo de hierro                                                                                         |                                                    | c.830 ¿Hijo de Odoacer?                                                                | 862 – 879                                                             | Condado de Flandes                                                       | Judit de Francia 861/66 cuatro hijos                                                              | 879 Arrás Edad de 48-49                                   | Primer miembro conocido de la familia. Se convirtiuó en un muy leal partidario de Carlos el Calvo y jugó un papel destacado en las guerras contra los Vikingos. |
| Balduino II el Calvo                                                                                               |                                                    | c.865 Hijo de Balduino I y Judit de Francia                                            | 879 – 10 Septiembre 918                                               | Condado de Flandes                                                       | Elfrida de Wessex c.895 cuatro hijos                                                              | 10 Septiembre 918 Edad 52-53                              | Hacia 883, fue forzado a desplazarse al norte hasta Pagus Flandransis, que se convertiría en el territorio más fuertemente vinculado a los Condes de Flandes. |
| Arnulfo I de Flandes                                                                                               |                                                    | c.895 Primer hijo de Balduino II y Elfrida de Wessex                                   | 10 Septiembre 918 – 27 Marzo 964                                      | Condado de Flandes                                                       | Adela de Vermandois 934 Cinco hijos                                                               | 27 Marzo 864 Edad de 68-69                                | Los hijos de Balduino II dividieron la herencia; Balduino II asoció a su primogénito al trono. |
| Balduino III el Joven                                                                                              |                                                    | c.940 Hijo de Arnulfo I y Adela de Vermandois                                          | 958 – 1 Enero 962                                                     | Condado de Flandes                                                       | Matilda de Sajonia 934 Un hijo                                                                    | 1 Enero 962 Bergues Edad de 21-22                         | Los hijos de Balduino II dividieron la herencia; Balduino II asoció a su primogénito al trono. |
| Adelolf |                                                    | c.895 Segundo hijo de Balduino II de Flandes y Elfrida de Wessex                       | 10 Septiembre 918 – 13 Noviembre 933                                  | Condado de Boulogne                                                      | Mathilde de Créquy Tres hijos                                                                     | 13 Noviembre 933 Edad 37-38                               | Los hijos de Balduino II dividieron la herencia; Balduino II asoció a su primogénito al trono. |
| Arnulf II |                                                    | c.920 Hijo de Adelolf y Matilde de Créquy                                              | 13 Noviembre 933 – 971                                                | Condado de Boulogne                                                      | Desconocido Dos hijos                                                                             | 971 Edad 50-51                                            | |
| Regencia de Balduino de Boulogne y Teodorico II de Holanda (965-976)                                               |                                                    |                                                                                        |                                                                       |                                                                          |                                                                                                   |                                                           | |
| Arnulfo II el Joven                                                                                                |                                                    | c.961 Hijo de Balduino III de Flandes and Matilda de Sajonia                           | 27 Marzo 964 – 30 Marzo 987                                           | Condado de Flandes                                                       | Susana de Italia 976 two children                                                                 | 30 Marzo 987 Gante Edad 25-26                             | |
| Arnulfo III |                                                    | c.940 Hijo de Arnulfo II                                                               | 971 – 990                                                             | Condado de Boulogne                                                      | Desconocido Tres hijos                                                                            | 990 Edad 49-50                                            | Aprovechó la minoría de Balduino IV para alcanzar mayor independencia para Boulogne. |
| Regencia de Matilda de Sajonia y Susana de Italia (987-c.994)                                                      |                                                    |                                                                                        |                                                                       |                                                                          |                                                                                                   |                                                           | |
| Balduino IV el Barbudo                                                                                             |                                                    | c.980 Hijo de Arnulfo II de Flandes y Susana de Italia                                 | 30 Marzo 987 – 30 Mayo 1035                                           | Condado de Flandes                                                       | Ogiva de Luxembourgo 1012 Dos hijos Leonor de Normandía 1031 Un hijo                              | 30 Mayo 1035 Gante Edad 54-55                             | |
| Baldwin II |                                                    | c.960 Primer hijo de Arnulfo III                                                       | 990 – 1027                                                            | Condado de Boulogne (en Boulogne)                                        | Adelina de Holanda c.990 Un hijo                                                                  | 1027 Edad 66-67                                           | Los hijos de Arnulfo III dividieron la herencia. La parte de Arnulfo IV fue, tras su muerte, absorbida por Flandes. |
| Arnulfo IV |                                                    | c.960 Segundo hijo de Arnulfo III                                                      | 990 – 1019                                                            | Condado de Boulogne (En Ternois)                                         | Sin matrimonio?                                                                                   | 1019 Edad 58-59                                           | Los hijos de Arnulfo III dividieron la herencia. La parte de Arnulfo IV fue, tras su muerte, absorbida por Flandes. |
| Ternois anexionado al Condado de Flandes                                                                           |                                                    |                                                                                        |                                                                       |                                                                          |                                                                                                   |                                                           | |
| Eustaquio I El del ojo agujereado                                                                                  |                                                    | c.990 Hijo de Balduino II y Adelina de Holanda                                         | 1027 – 1047                                                           | Condado de Boulogne                                                      | Matilda de Lovaina, condesa de Boulogne 1015 Cuatro hijos                                         | 1047 Edad 56-57                                           | |
| Balduino V el Piadoso                                                                                              |                                                    | 19 Agosto de 1012 Arrás Hijo de Balduino IV de Flandes y Ogiva de Luxemburgo           | 30 de Mayo de 1035 – 1 de Septiembre de 1067                          | Condado de Flandes                                                       | Adela de Flandes 1028 Amiens Tres hijos                                                           | 1 Septiembre 1067 Lille Edad 55                           | |
| Eustaquio II el Bigotudo                                                                                           |                                                    | c.1015 Hijo de Eustaquio I y Matilda de Lovaina                                        | 1047 – 1087                                                           | Condado de Boulogne                                                      | Goda de Inglaterra 1035 Sin hijos Ida de Baja Lorena 1049 Cuatro hijos                            | 1087 aged 71-72                                           | |
| Baldwin VI & I the Good                                                                                            |                                                    | c.1030 Primer hijo de Balduino V y Adela de Francia                                    | 1051 – 17 de Julio de 1070                                            | Condado de Henao (Iure uxoris, gobernando con su esposa)                 | Riquilda, condesa de Henao 1051 Tres hijos                                                        | 17 de Julio de 1070 Hasnon Edad 39-40                     | |
| Baldwin VI & I the Good                                                                                            | 1 de Septiembre de 1067 – 17 de Julio de 1070      | c.1030 Primer hijo de Balduino V y Adela de Francia                                    | Condado de Flandes                                                    |                                                                          | Riquilda, condesa de Henao 1051 Tres hijos                                                        | 17 de Julio de 1070 Hasnon Edad 39-40                     | |
| Regencia de Riquilda, condesa de Henao (1070-1071)                                                                 | Regencia de Riquilda, condesa de Henao (1070-1071) | Regencia de Riquilda, condesa de Henao (1070-1071)                                     | Regencia de Riquilda, condesa de Henao (1070-1071)                    | Regencia de Riquilda, condesa de Henao (1070-1071)                       | Regencia de Riquilda, condesa de Henao (1070-1071)                                                | Regencia de Riquilda, condesa de Henao (1070-1071)        | Gobernó bajo su madre. Murió en batalla contra su tío. |
| Arnulfo III el Desafortunado                                                                                       |                                                    | c.1055 Primer hijo de Balduino VI & I y Riquilda                                       | 17 de Julio de 1070 – 22 de Febrero de 1071                           | Condado de Flandes (Junto al Condado de Henao , gobernando con su madre) | Sin matrimonio                                                                                    | 22 de Febrero de 1071 Batalla de Cassel (1071) Edad 15-16 | Gobernó bajo su madre. Murió en batalla contra su tío. |
| Roberto I el Frisón                                                                                                |                                                    | c.1035 Segundo hijo de Balduino V y Adela de Francia                                   | 22 de Febrero de 1071 – 13 de Octubre de 1093                         | Condado de Flandes                                                       | Gertrudis de Sajonia 1063 Cinco hijos                                                             | 13 de Octubre de 1093 Torhout Edad 57-58                  | A la muerte de Arnulfo, los condados se dividieron: Roberto, tío de Arnulfo, retuvo Flandes, y Balduino y su madre gobernaron en Henao. Balduino reclamó la propiedad de su tío durante un tiempo. El apodo de Roberto proviene de su regencia del Condado de Holanda. |
| Regencia de Riquilda, condesa de Henao (1071-1076)                                                                 |                                                    |                                                                                        |                                                                       |                                                                          |                                                                                                   |                                                           | A la muerte de Arnulfo, los condados se dividieron: Roberto, tío de Arnulfo, retuvo Flandes, y Balduino y su madre gobernaron en Henao. Balduino reclamó la propiedad de su tío durante un tiempo. El apodo de Roberto proviene de su regencia del Condado de Holanda. |
| Balduino II |                                                    | 1056 Segundo hijo de Balduino VI & I y Riquilda                                        | 22 de Febrero de 1071 – 1098                                          | Condado de Henao (Gobernando con su madre hasta 1076)                    | Ida de Lovaina 1084 Nueve hijos                                                                   | 1098 İznik Edad 41-42                                     | A la muerte de Arnulfo, los condados se dividieron: Roberto, tío de Arnulfo, retuvo Flandes, y Balduino y su madre gobernaron en Henao. Balduino reclamó la propiedad de su tío durante un tiempo. El apodo de Roberto proviene de su regencia del Condado de Holanda. |
| Eustaquio III de Boulogne                                                                                          |                                                    | c.1050 Hijo de Eustaquio II de Boulogne e Ida de Baja Lorena                           | 1087 – 1125                                                           | Condado de Boulogne                                                      | María de Escocia 1101 Dos hijos                                                                   | 1125 Rumilly Edad 74-75                                   | |
| Roberto II el Cruzado                                                                                              |                                                    | c.1065 Hijo de Roberto I y Gertrudis de Sajonia                                        | 13 de Octubre de 1093 – 5 de Octubre de 1111                          | Condado de Flandes                                                       | Clemencia de Borgoña 1092 Tres hijos                                                              | 5 Octubre 1111 Meaux Edad 45-46                           | |
| Regencia de Ida de Lovaina (1098-1102)                                                                             |                                                    |                                                                                        |                                                                       |                                                                          |                                                                                                   |                                                           | |
| Balduino III |                                                    | 1088 Hijo de Balduino II de Henao e Ida de Lovaina                                     | 1098 – 1120                                                           | Condado de Henao                                                         | Yolanda de Guelders 1102 Cuatro hijos                                                             | 1120 Edad 31-32                                           | |
| Regencia de Clemencia de Borgoña (1111-1119)                                                                       | Regencia de Clemencia de Borgoña (1111-1119)       | Regencia de Clemencia de Borgoña (1111-1119)                                           | Regencia de Clemencia de Borgoña (1111-1119)                          | Regencia de Clemencia de Borgoña (1111-1119)                             | Regencia de Clemencia de Borgoña (1111-1119)                                                      | Regencia de Clemencia de Borgoña (1111-1119)              | Sin hijos; legó el condado a un primo materno. |
| Baldwin VII Con el Hacha                                                                                           |                                                    | 1093 Hijo de Roberto II de Flandes y Clemencia de Borgoña                              | 5 de Octubre de 1111 – 17 de Julio de 1119                            | Condado de Flandes                                                       | Hawise-Agnes Fergent de Bretaña 1110 (anulado) Sin hijos                                          | 17 Julio 1119 Roeselare Edad 25-26                        | Sin hijos; legó el condado a un primo materno. |
| Flandes heredado por la Casa de Estridsson (1119-1127), Casa de Normandía (1127-1128) y Casa de Lorena (1128-1194) |                                                    |                                                                                        |                                                                       |                                                                          |                                                                                                   |                                                           | |
| Regencia de Yolanda de Guelders (1120-1127)                                                                        |                                                    |                                                                                        |                                                                       |                                                                          |                                                                                                   |                                                           | |
| Balduino IV el Constructor                                                                                         |                                                    | 1108 Hijo de Balduino III y Yolanda de Guelders                                        | 1120 – 8 de Noviembre de 1171                                         | Condado de Henao                                                         | Alicia de Namur 1130 Ocho hijos                                                                   | 8 de Noviembre de 1171 Edad 62-63                         | |
| Matilda I |                                                    | 1105 Boulogne Hija de Eustaquio III de Boulogne y María de Escocia                     | 1125 – 3 May 1152                                                     | Condado de Boulogne                                                      | Esteban de Inglaterra 1125 Tres hijois                                                            | 3 de Mayo de 1152 Hedingham Castle, Essex Edad 56-57      | También Corona británica. |
| Boulogne heredada por la Casa de Blois                                                                             |                                                    |                                                                                        |                                                                       |                                                                          |                                                                                                   |                                                           | |
| Balduino V & VIII el Valiente                                                                                      |                                                    | 1150 Hijo de Balduino IV y Alice de Namur                                              | 8 de Noviembre de 1171 – 17 de Diciembre de 1195                      | Condado de Henao> (con Marquesado de Namur desde 1189)                   | Margarita I de Flandes 1169 Siete hijos                                                           | 17 de Diciembre de 1195 Mons Edad 44-45                   | A través de su matrimonio, la familia recuperó Flandes. |
| Balduino V & VIII el Valiente                                                                                      | 8 Noviembre de 1171 – 17 Diciembre de 1195         | 1150 Hijo de Balduino IV y Alice de Namur                                              | Condado de Flandes (Iure uxoris, gobernando con su esposa hasta 1194) |                                                                          | Margarita I de Flandes 1169 Siete hijos                                                           | 17 de Diciembre de 1195 Mons Edad 44-45                   | A través de su matrimonio, la familia recuperó Flandes. |
| Balduino I de Constantinopla                                                                                       |                                                    | Julio 1172 Valenciennes Primer hijo de Balduino V de Henao y Margarita I de Flandes    | 17 Diciembre 1195 – Julio 1205                                        | Condado de Flandes (con Condado de Henao)                                | María de Champaña 6 Enero de 1186 Valenciennes Dos hijos                                          | Julio 1205 Veliko Tarnovo Edad 32-33                      | Hijos de Balduino V/VIII, dividieron su herencia. Tras la Cuarta cruzada, Balduino se convirtió en el primer Emperador Latino en Constantinopla. Felipe se convirtió en regente de Flandes para su sobrina y, tras su muerte, dejó Namur a su hermana.                 |
| Felipe el Noble |                                                    | Marzo de 1174 Valenciennes Secgundo hijo de Balduino V & VIII y Margarita I de Flandes | 17 de Diciembre de 1195 – 9 de Octubre de 1212                        | Marquesado de Namur                                                      | Alicia de Namur 1130 Ocho hijos                                                                   | 9 de Octubre de 1212 Valenciennes Edad 38                 | Hijos de Balduino V/VIII, dividieron su herencia. Tras la Cuarta cruzada, Balduino se convirtió en el primer Emperador Latino en Constantinopla. Felipe se convirtió en regente de Flandes para su sobrina y, tras su muerte, dejó Namur a su hermana.                 |
| Regencia de Felipe I de Namur (1205-1212)                                                                          | Regencia de Felipe I de Namur (1205-1212)          | Regencia de Felipe I de Namur (1205-1212)                                              | Regencia de Felipe I de Namur (1205-1212)                             | Regencia de Felipe I de Namur (1205-1212)                                | Regencia de Felipe I de Namur (1205-1212)                                                         | Regencia de Felipe I de Namur (1205-1212)                 | Gobernó con sus maridos. Entre 1214 y 1223, gobernó en solitario, ya que Fernando fue hecho prisionero tras su derrota en Bouvines. |
| Juana de Constantinopla                                                                                            |                                                    | 1199 Valenciennes Primera hija de Balduino I de Constantinopla y María de Champaña     | Julio 1205 – 5 Diciembre 1244                                         | Condado de Flandes (con Condado de Henao)                                | Fernando de Portugal 1 de Enero de 1212 París Un hijo Tomás II, Conde de Piamonte> 1237 Sin hijos | Julio de 1205 Marquette-lez-Lille Edad 44-45              | Gobernó con sus maridos. Entre 1214 y 1223, gobernó en solitario, ya que Fernando fue hecho prisionero tras su derrota en Bouvines. |
| Yolande |                                                    | 1175 Valenciennes Hija de Balduino V de Henao y Margarita I de Flandes                 | 9 Octubre 1212 – 1217                                                 | Condado de Namur                                                         | Pedro II de Courtenay 1193 Doce hijos                                                             | Agosto de 1219 Constantinopla Edad 44-45                  | Hermana de Felipe y heredera del Imperio latino, heredó Namur de su hermano. Todas sus propiedades fueron heredados por sus decencientes, la Casa de Courtenay. |
| Namur heredado por la Casa de Courtenay                                                                            |                                                    |                                                                                        |                                                                       |                                                                          |                                                                                                   |                                                           | |
| Margarita la Negra                                                                                                 |                                                    | 1202 Valenciennes Segunda hija de Balduino I de Constantinopla y María de Champaña     | 5 Diciembre 1244 – 10 Febrero 1280                                    | Condado de Flandes (con el Condado de Henao)                             | Bouchard de Avesnes 1212 (anulado en 1215) Dos hijos Guillermo II de Dampierre 122 Cinco hijos    | 10 de Febrero de 1280 Gante Edad 76-77                    | Dividió sus condados entre los hijos de cada uno de sus maridos. |
| Henao heredado por la Casa de Avesnes; Flandes heredado por la Casa de Dampierre                                   |                                                    |                                                                                        |                                                                       |                                                                          |                                                                                                   |                                                           | |